# Otto Varenius
Per Otto Varenius, född den 11 juli 1857 i Stockholm, död där den 27 januari 1940, var en svensk historiker, statsvetare och rättslärd. Han var son till Nils Adolf Varenius och far till Bo Varenius.
Varenius blev student vid Uppsala universitet 1876, filosofie kandidat 1885, filosofie licentiat 1891 och filosofie doktor 1892 samt docent i statskunskap där 1893. Han förestod vid många tillfällen under årens lopp från och med 1893 Skytteanska professuren och höstterminen 1906 professuren i statskunskap och statistik vid Göteborgs högskola, fick 1905 professors titel och utnämndes 1907 till professor i statsrätt med statskunskap jämte förvaltningsrätt och folkrätt vid Stockholms högskola, från vilken post han 1925 tog avsked. Varenius var ledamot av Humanistiska vetenskapssamfundet i Uppsala (1902). Han blev 1918 juris hedersdoktor i Lund. Varenius skrev Ansvarsbestämmelserna för förmyndarestyrelsen af 1634 och 1660 (i Historisk tidskrift, VIII, 1888), Om riksföreståndarskap enligt Sveriges och Norges grundlagar (gradualavhandling; 1891), Högförräderimålet mot Magnus Gabriel De la Gardie (i Historiska studier. Festskrift tillägnad Carl Gustaf Malmström, 1897), Räfsten med Karl XI:s förmyndarstyrelse (i Skrifter utgifna af Kungliga Humanistiska vetenskapssamfundet i Upsala, band 7, 1901, och band 8, 1903), Beskattning och statsreglering i England (i Skrifter utgifna af Kungliga Humanistiska vetenskapssamfundet i Upsala, band 9, 1906). I den av Oscar Alin företrädda uppfattningen av unionens innebörd skrev han en mängd tidningsartiklar och broschyrer, bland de senare Nyare unionell litteratur (1892), Konsulatsfrågan (1893), Den gemensamme utrikesministern och likställigheten (samma år), Den svensk-norska unionen och dess rättsliga grund, tre artiklar i Nya dagligt allehanda (1893), utgivna i fransk (1894, 1895) och tysk översättning (1895) och Die schwedisch-norwegische Union (i Zeitschrift für das Privat- und öffentliche Recht der Gegenwart, band 27, 1900). Bland hans skrifter bör ytterligare nämnas Några randanmärkningar till 1809 års regeringsform (i Svensk juristtidning 1922) och § 5 Successionsordningen (i Statsvetenskaplig tidskrift 1924), Om lagen om landsting af den 20 juni 1924 (i Statsvetenskaplig tidskrift 1925) och Frankrikes författning af 1875 (i Statsvetenskaplig tidskrift samma år).
Otto Varenius är begravd på Solna kyrkogård.